# Chrystian Colombo
Chrystian Gabriel Colombo (Zapala, Neuquén, 1952) es un economista, político y empresario argentino que se desempeñó como Jefe de Gabinete de la Nación durante parte de la presidencia de Fernando de la Rúa.

## Carrera
Colombo nació en Zapala, provincia de Neuquén.
Durante el gobierno de Raúl Alfonsín (1983-1989), en junio de 1985, fue designado presidente del extinto Banco Nacional de Desarrollo (BANADE), en reemplazo de Mario Brodersohn, quien renunciaría en julio de 1989 en medio de la hiperinflación de ese año.
Durante los años siguientes, Colombo trabajó en el Grupo Pérez Companc y fue operador en la Bolsa de Comercio de Buenos Aires, vicepresidente de la Sociedad de la Bolsa Macro y gerente del Mercado de Capitales del Banco Río de la Plata. Colombo tenía fuertes vínculos con el banquero Jorge Brito del Banco Macro, uno de cuyos dueños era —entre otros— el ya mencionado Mario Brodersohn, quien fue Secretario de Hacienda durante el gobierno de Alfonsín. En ese entonces, Colombo contaba con aceitados vínculos con la Coordinadora Radical, grupo de dirigentes de la UCR que ocuparon cargos importantes del área económica.
Uno de los golpes más importantes del Banco Macro fue comprar dólares en cantidad el 6 de febrero de 1989, cuando el Banco Central liberó el mercado cambiario, gatillando así el comienzo del proceso de hiperinflación en el país ya mencionado. Esa Sociedad de Bolsa del Banco Macro era manejada por Chrystian Colombo.
En 1999 accedió a la presidencia del Banco de la Nación Argentina. El 6 de octubre de 2000, fue designado Jefe del Gabinete de Ministros por el presidente Fernando de la Rúa, en reemplazo de Rodolfo Terragno. Tras la renuncia de José Luis Machinea al ministerio de Economía sonó como uno de los posibles reemplazantes, aunque finalmente fue Ricardo López Murphy quien se quedó con esa cartera.
En el año 2000, cuando recién comenzaba a ser el jefe del gabinete del gobierno radical de  Fernando de la Rúa, Chrystian Colombo comenzó a ser investigado por una estafa de 12,5 millones de dólares en contra del Banco Nación y en beneficio del Banco Macro del empresario Jorge Brito, de gran cercanía al radicalismo; Colombo había sido directivo del grupo Macro, mientras que la operación denunciada se consumó durante su gestión como presidente del Nación. Fue Pedro Pou quien se abstuvo de ordenar los pertinentes sumarios. Colombo era además uno de los principales líderes de la UCR junto a Enrique "Coti" Nosiglia. Durante varios años se denunció el carácter de caja política del Banco Macro, ya que en su directorio figuraron Delfín Ezequiel Carballo y el delegado de Enrique "Coti" Nosiglia, Roberto Eilbaum. El Banco Macro fue uno de los conductos por los cuales fluyeron fondos oficiales hacia las empresas de la (por entonces) familia presidencial.
En 2001 Colombo fue denunciado ante la Oficina Anticorrupción, ya que el funcionario habría hecho todo lo posible para evitar que quedara al descubierto que, cuando presidía el Banco Nación, otorgó créditos a los miembros de la familia Yoma a pesar de que una auditoría interna recomendaba exactamente lo contrario.
Colombo permaneció en la Jefatura de Gabinete hasta la renuncia de De la Rúa, el 20 de diciembre de 2001, siendo el último funcionario que permaneció en la Casa Rosada durante las últimas horas de ese día. Debido a que Ramón Puerta (sucesor interino) se encontraba en la provincia de San Luis, Colombo se hizo cargo de «la seguridad y la administración mínima del Estado hasta que la situación se resuelva» durante las primeras horas del 21 de diciembre.
En 2002 Colombo, y el ministro del Interior, el radical Federico Storani, fueron denunciados ante la Justicia Federal en la causa en la que se investigaron los presuntos sobornos pagados en el Senado Argentino a cambio de un voto favorable y la aprobación de la reforma laboral que quería el gobierno de De La Rúa.
En los años siguientes al estallido del 2001 Colombo se retiró de la política y volvió a dedicarse a su actividad empresarial. Fue presidente del Grupo Desarrollo y Gestión (DyG), que desde 2004 controla la popular marca de alfajores y golosinas "Havanna". El susodicho grupo también compró, en 2006, el 50% de los capitales de Empresa de Energía de Río Negro S.A. (EDERSA). Paralelo a su actividad política Colombo tuvo un ascenso llamativo de su fortuna: adquirió la compañía de chocolates barilochense "Fenoglio", y la expansión de inversiones siguió con las vestimentas, cuando adquirió la licencia en Argentina de la marca de ropa "Reef". También incursionó en el sector privado energético, siendo nombrado como directivo de Gestión de Electricidad y Energía S.A. y vicepresidente de EDERSA, de Río Negro. También incursionó en el negocio financiero, abriendo decenas de entidades financieras como Desarrollo Alpha S.A., Desarrollo Gamma SA, Desarrollo Epsilon S.A., Desarrollo Beta SRL, Desarrollo PI S.A., Desarrollo Delta S.A. y Desarrollo Sigma SRL.